# Banine
Umm-El-Banine Assadoulaeff (în azeră Umm El-Banu Äsâdullayeva, cunoscută sub numele de Banine; n. 18 decembrie 1905, Bakı, Imperiul Rus – d. 23 octombrie 1992, Paris, Franța) a fost o scriitoare franceză de origine azerbaidjană, nepoată a milionarului azer Musa Nagiev⁠(d) și fiică a omului de afaceri și politicianului azer Mirza Asadullaev⁠(d). Ea a publicat sub pseudonimul Banine.

## Biografie
Banine a emigrat în Franța în 1923, urmându-l pe tatăl ei, fost ministru în guvernul Republicii Democratice Azerbaidjan (decembrie 1918 - aprilie 1920). Întâi s-a mutat la Istanbul, unde și-a abandonat soțul cu care fusese forțată să se căsătorească la vârsta de cincisprezece ani, apoi a fugit la Paris. Acolo, după mulți ani, cunoștințele literare, printre care Henry de Montherlant, Nikos Kazantzakis și André Malraux, au îndemnat-o să publice. Banine și-a dedicat viata prezentării și popularizării istoriei și culturii Azerbaidjanului în Franța și Europa. Cele mai cunoscute scrieri ale ei sunt Zile caucaziene și Zile pariziene. Banine, care a fost prietenă cu scriitorul german Ernst Jünger și cu scriitorul rus Ivan Bunin, relatează în cărțile ei povestea convertirii la romano-catolicism.
Înainte de moartea ei, Banine a publicat mai multe articole despre situația din Azerbaidjan. A murit în octombrie 1992. În necrologul din ziarul Le Figaro a fost numită „unul dintre acele personaje de viață romanescă care a traversat un secol, atrăgând ca un magnet toate figurile singulare ale timpului lor”.

## Lucrări majore
- Nami (Nami), Gallimard, 1942.
- Zile caucaziene (Jours caucasiens), Julliard, 1946.
- Zile pariziene (Jours parisiens), Julliard, 1947, Gris Banal, 2003.
- Întâlniri cu Ernst Jünger (Rencontres avec Ernst Jünger), Julliard, 1951.
- Am ales opiul (J'ai choisi l'opium), Stoc, 1959.
- După (Après), Stock, 1962.
- Franța străină (La France étrangère), S. O. S Desclée de Brouwer, 1968.
- Apelul ultimei șanse (L'appel de la dernière chance), S.O.S, 1971.
- Portretul lui Ernst Jünger: scrisori, texte, întâlniri (Portrait d'Ernst Jünger : lettres, textes, rencontres), La Table Ronde, 1971.
- Fețele multiple ale lui Ernst Jünger (Ernst Jünger aux faces multiples), Lausanne, éditions L'Âge d'Homme, 1989.
- Ce mi-a povestit Maria: spusele servitoarei Maria (Ce que Marie m’a raconté : le dit de la Servante Marie), Cahier Bleus, 1991.